# Adelobotrys klugii
Adelobotrys klugii är en tvåhjärtbladig växtart som beskrevs av John Julius Wurdack. Adelobotrys klugii ingår i släktet Adelobotrys och familjen Melastomataceae.
Artens utbredningsområde är Colombia. Inga underarter finns listade i Catalogue of Life.